# Ciboušov
Ciboušov (německy Zibish) je malá vesnice, část města Klášterec nad Ohří v okrese Chomutov. Nachází se asi 2,5 kilometru severovýchodně od Klášterce nad Ohří. Ciboušov leží v katastrálním území Miřetice u Klášterce nad Ohří o výměře 5,78 km².

## Název
Původní název vesnice odvozený od osobního jména byl Chcěbuz ve významu Ch(o)cebudův dvůr. Tvar Ciboušov je výsledkem složitější jazykové přeměny přes němčinu zpět do češtiny. V historických listinách se jméno objevuje například ve tvarech: Czibusz (1432), Czybussy (1441), Czibussow (1481), Czybusß (1542), Cuebesch (1557), Cziwisch (1566), Ziebisch (1644), Cztiewisß (1654), Zibisch (1787), Ziebisch a Tschiebisch (1846), Cibaušow (1848) a Ciboušov (1854).

## Historie

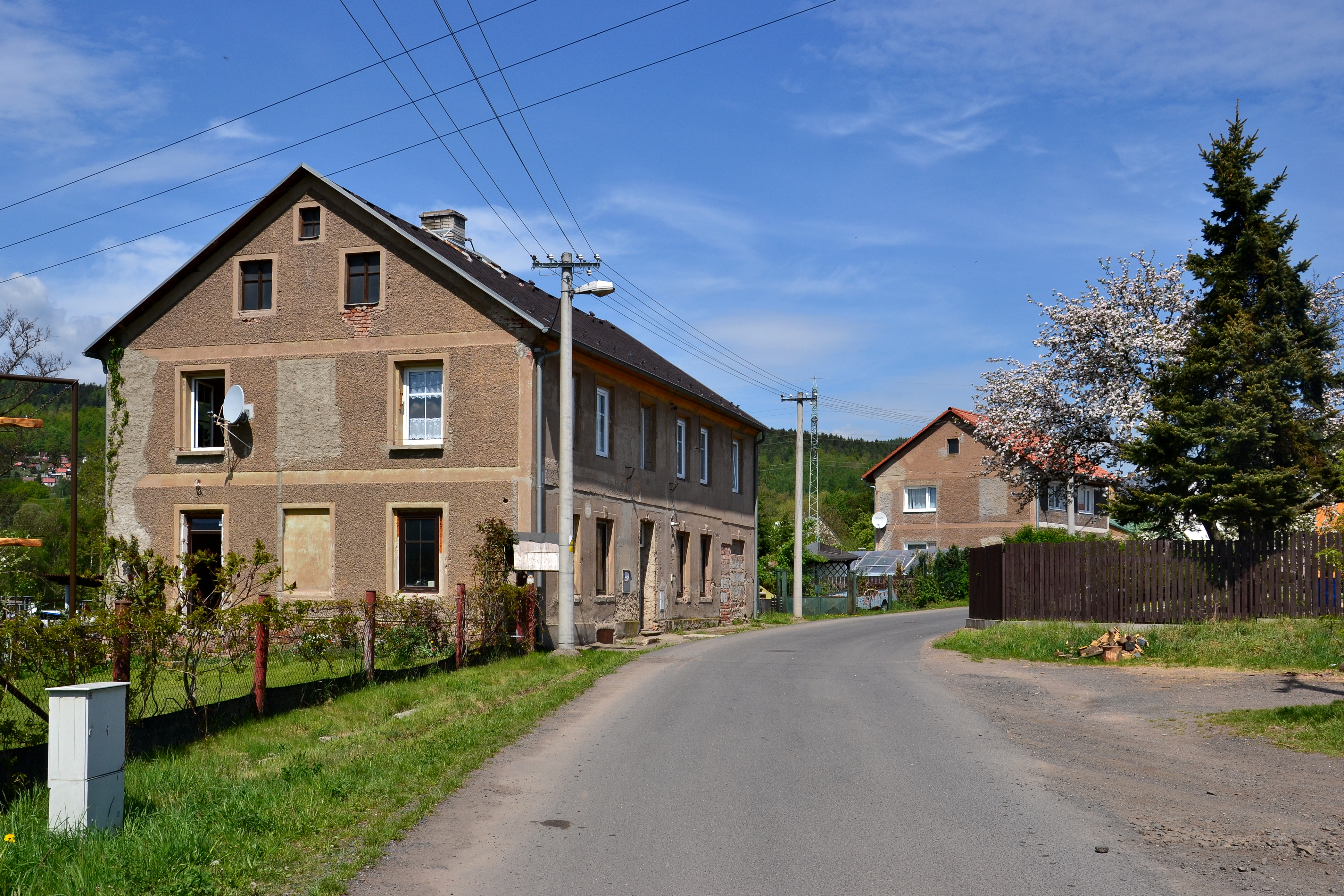
Dům čp. 166

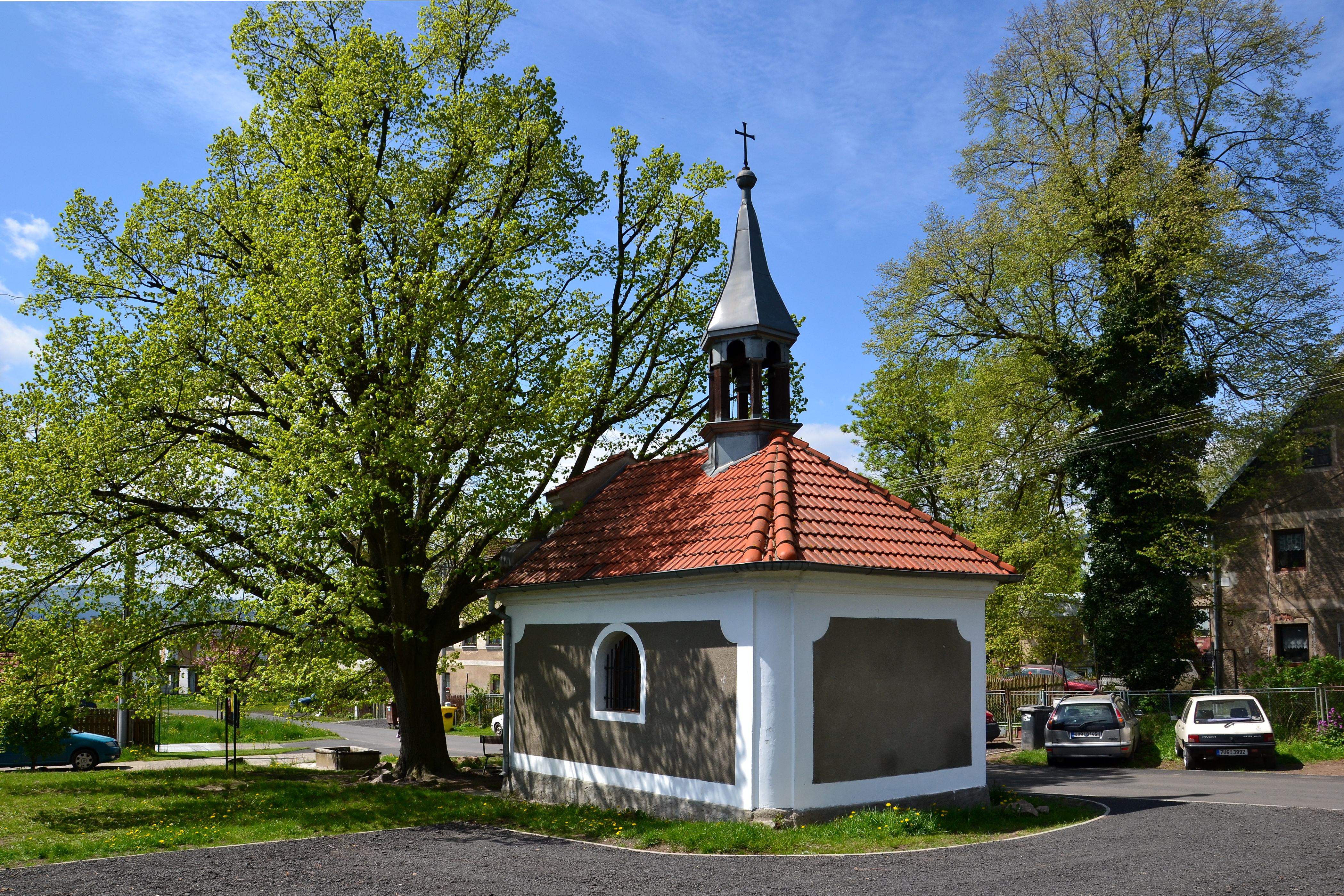
Kaple

První písemná zmínka o vesnici pochází z roku 1367, kdy císař Karel IV. vyňal ciboušovské poddané hasištejnského panství z pravomoci zemského soudu. Později vesnici získali perštejnští Šumburkové. Po rozdělení panství mezi bratry Aleše a Viléma ze Šumburka v roce 1431 minimálně část vsi připadla Vilémovi, a stala se tak součástí šumburského panství. Vilém ze Šumburka roku 1441 své platy z Ciboušova prodal pánům z Rýzmburka. Až do roku 1487 část vesnice vlastnil Bedřich ze Šumburka, kdy ji od něj koupil Felix z Fictumu. Ve čtyřicátých letech šestnáctého století Hans z Fictumu Ciboušov zastavil pražským měšťanům Benjamínu Vlkanovi a Janu Mikši z Hrobčic.
Od poloviny čtrnáctého století přicházeli do okolí prospektoři císaře Karla IV., kteří zde vyhledávali a těžili jaspisy a ametysty. Získané polodrahokamy byly použity k obkladům stěn kaple svatého Václava v katedrále na Pražském hradě, k obkladům kaplí na hradě Karlštejně a kaple císařova hradu v Tangermünde. Dále se z nich řezaly nádoby (koflíky a misky). Také v době renesančního manýrismu kolem roku 1600 z nich císařští brusiči v Praze, z rodin Miseroni a Castrucci zhotovovali nádobí, šperky a mozaiky. V Itálii se využívaly ještě během sedmnáctého a osmnáctého století na mozaiky.
Podle berní ruly z roku 1654 v Ciboušově bydlelo deset chalupníků a tři rodiny bez vlastních pozemků. Chalupníkům patřilo celkem 70,2 strychů polí a obyvatelé vesnice dohromady chovali patnáct krav, 25 jalovic, pět prasat a osmnáct koz. Významným zdrojem příjmů byla těžba a zpracování dřeva a jeho doprava k železářským hutím. Do devatenáctého století se vesnice rozrostla. V roce 1863 měla sedmnáct domů s 99 obyvateli. Jeden dům byl ve vlastnictví obce, která jej využívala jako byt pro pastýře. Kromě soukromých polí k vesnici patřila necelá dvě jitra polí a luk a přes šest jiter lesa. Děti navštěvovaly školu v Klášterci nad Ohří.

## Obyvatelstvo
Při sčítání lidu v roce 1921 zde žilo 91 obyvatel (z toho 46 mužů), kteří byli kromě jednoho cizince německé národnosti. Všichni patřili k římskokatolické církvi. Podle sčítání lidu z roku 1930 měla vesnice 79 obyvatel německé národnosti a římskokatolického vyznání.
|                                                                             | 1869 | 1880 | 1890 | 1900 | 1910 | 1921 | 1930 | 1950 | 1961 | 1970 | 1980 | 1991 | 2001 | 2011 | 2021 |
| --------------------------------------------------------------------------- | ---- | ---- | ---- | ---- | ---- | ---- | ---- | ---- | ---- | ---- | ---- | ---- | ---- | ---- | ---- |
| Obyvatelé                                                                   | 109  | 105  | 92   | 103  | 93   | 91   | 79   | 52   | 90   | 77   | 44   | 29   | 53   | 61   | 98   |
| Domy                                                                        | 17   | 19   | 19   | 19   | 17   | 17   | 18   | 17   | .    | 17   | 15   | 15   | 17   | 19   | 27   |
| Počet domů z roku 1961 je zahrnut v celkovém počtu domů Klášterce nad Ohří. |      |      |      |      |      |      |      |      |      |      |      |      |      |      |      |

## Obecní správa
Ciboušov se nikdy nestal samostatnou obcí a po zrušení poddanství byl částí Miřetic. V roce 1869 patřil k Rašovicím, ale roku 1880 a později je uváděn znovu jako osada Miřetic. Spolu s nimi se někdy mezi lety 1945 a 1950 stal částí Klášterce nad Ohří. Až do reformy územního členění státu v roce 1960 patřil do okresu Kadaň a od té doby je v okrese Chomutov.